# Liste der Kulturdenkmale in Staßfurt
In der Liste der Kulturdenkmale in Staßfurt sind alle Kulturdenkmale der Stadt Staßfurt (Salzlandkreis) und ihrer Ortsteile aufgelistet. Grundlage ist das Denkmalverzeichnis des Landes Sachsen-Anhalt, das auf Basis des Denkmalschutzgesetzes vom 21. Oktober 1991 erstellt wurde. (Stand 31. Dezember 2023)

## Kulturdenkmale nach Ortsteilen

### Staßfurt
| Lage                                                                                  | Bezeichnung                                      | Beschreibung                                                               | Erfassungs- nummer | Ausweisungsart | Bild                                             |
| ------------------------------------------------------------------------------------- | ------------------------------------------------ | -------------------------------------------------------------------------- | ------------------ | -------------- | ------------------------------------------------ |
| Alte Zwingerstraße, Gollnow-Straße, Lehrter Straße, Luisenplatz Wächterstraße (Karte) | Stadtmauer Staßfurt                              | Stadtbefestigung                                                           | 094 10089          | Baudenkmal     | Weitere Bilder                                   |
| Alte Zwingerstraße 3, Tränental 4, 5 (Karte)                                          | Häusergruppe                                     |                                                                            | 094 96479          | Denkmalbereich | Häusergruppe                                     |
| Am Schütz (Karte)                                                                     | Wehr                                             | Bodewehr Staßfurt                                                          | 094 95818          | Baudenkmal     | Weitere Bilder                                   |
| An der Bode, Petrikirchstraße 21a, 22, 22a, 23, Prinzenberg 16, 17, 18 (Karte)        | Platz                                            | Platz                                                                      | 094 96452          | Denkmalbereich | Platz                                            |
| An der Bode 8 (Karte)                                                                 | Pfarrhaus                                        |                                                                            | 094 96482          | Baudenkmal     | Pfarrhaus                                        |
| An der Liethe (Karte)                                                                 | Schachtanlage Anhalt IV, V (Friedrichshall I, 2) | Bergwerk                                                                   | 094 95812          | Baudenkmal     | Schachtanlage Anhalt IV, V (Friedrichshall I, 2) |
| An der Löderburger Bahn (Karte)                                                       | Villa                                            | Villa                                                                      | 094 96481          | Baudenkmal     | Villa                                            |
| An der Löderburger Bahn 4a (Karte)                                                    | Verwaltungsgebäude                               | Sodawerk                                                                   | 094 96480          | Baudenkmal     | Verwaltungsgebäude                               |
| Athenslebener Straße, Prinzenberg (Karte)                                             | Transformatorenstation                           |                                                                            | 094 96451          | Baudenkmal     | BW                                               |
| Athenslebener Weg 3, 5, Schillerstraße 10 (Karte)                                     | Häusergruppe                                     |                                                                            | 094 96454          | Denkmalbereich | Häusergruppe                                     |
| Athenslebener Weg 35, Industriegebiet der ehemaligen Drahtwerke (Karte)               | Wasserturm                                       |                                                                            | 094 95815          | Baudenkmal     | Weitere Bilder                                   |
| Atzendorfer Straße 3-6 (Karte)                                                        | Fabrik                                           | Ehemalige Maschinenfabrik Fa. Sauerbrey                                    | 094 95797          | Baudenkmal     | BW                                               |
| Bergstraße 5 (Karte)                                                                  | Kirche                                           | Katholische St.-Marien-Kirche                                              | 094 11210          | Baudenkmal     | Weitere Bilder                                   |
| Bischofstraße 34 (Karte)                                                              | Wohnhaus                                         |                                                                            | 094 96483          | Baudenkmal     | Wohnhaus                                         |
| Freytagstraße 3 (Karte)                                                               | Wohn- und Geschäftshaus                          |                                                                            | 094 96485          | Baudenkmal     | Wohn- und Geschäftshaus                          |
| Förderstedter Straße 6b (Karte)                                                       | Villa                                            | Villa Niemanns Brauerei                                                    | 094 96484          | Baudenkmal     | Villa                                            |
| Gollnow-Straße 5, 6, 7, 8 (Karte)                                                     | Häusergruppe                                     |                                                                            | 094 11186          | Denkmalbereich | BW                                               |
| Gollnow-Straße 11 (Karte)                                                             | Wohnhaus                                         |                                                                            | 094 96488          | Baudenkmal     | BW                                               |
| Gollnow-Straße 15, 15a (Karte)                                                        | Postamt                                          | Alte Post                                                                  | 094 10143          | Baudenkmal     | Postamt                                          |
| Gollnow-Straße 21 (Karte)                                                             | Wohnhaus                                         |                                                                            | 094 96489          | Baudenkmal     | BW                                               |
| Gollnow-Straße 22 (Karte)                                                             | Wohnhaus                                         |                                                                            | 094 96490          | Baudenkmal     | BW                                               |
| Gollnow-Straße 23 (Karte)                                                             | Wohnhaus                                         |                                                                            | 094 96491          | Baudenkmal     | Wohnhaus                                         |
| Gollnow-Straße 24 (Karte)                                                             | Wohnhaus                                         |                                                                            | 094 96492          | Baudenkmal     | BW                                               |
| Gollnow-Straße 25 (Karte)                                                             | Wohnhaus                                         |                                                                            | 094 96493          | Baudenkmal     | BW                                               |
| Großer Markt 1, Holzmarkt 1 (Karte)                                                   | Häusergruppe                                     |                                                                            | 094 96504          | Denkmalbereich | BW                                               |
| Großer Markt 10 (Karte)                                                               | Wohnhaus                                         |                                                                            | 094 96486          | Baudenkmal     | BW                                               |
| Hamsterstraße 5, Südzeile der Hamsterstraße, Eckbebauung zur Michaelisstraße (Karte)  | Wohn- und Geschäftshaus                          |                                                                            | 094 96510          | Baudenkmal     | Wohn- und Geschäftshaus                          |
| Hamsterstraße 17 (Karte)                                                              | Wohn- und Bürohaus                               |                                                                            | 094 96494          | Baudenkmal     | Wohn- und Bürohaus                               |
| Hamsterstraße 26 (Karte)                                                              | Wohn- und Geschäftshaus                          |                                                                            | 094 96495          | Baudenkmal     | Wohn- und Geschäftshaus                          |
| Hecklinger Straße, in unmittelbarer Nachbarschaft des städt. Friedhofs (Karte)        | Friedhof                                         | Jüdischer Friedhof                                                         | 094 61429          | Baudenkmal     | Friedhof                                         |
| Hecklinger Straße 62 (Karte)                                                          | Friedhof                                         |                                                                            | 094 96497          | Baudenkmal     | Friedhof                                         |
| Hecklinger Straße 82, 83, 84, 85, 86, 87, 88 (Karte)                                  | Straßenzeile                                     |                                                                            | 094 96496          | Denkmalbereich | BW                                               |
| Heinrich-Zille-Straße 11 (Karte)                                                      | Wohnhaus                                         |                                                                            | 094 96499          | Baudenkmal     | Wohnhaus                                         |
| Hohlweg 1 (Karte)                                                                     | Villa                                            |                                                                            | 094 96500          | Baudenkmal     | Villa                                            |
| Hohlweg 5a (Karte)                                                                    | Wohn- und Geschäftshaus                          |                                                                            | 094 96501          | Baudenkmal     | BW                                               |
| Hohlweg 9, 10 (Karte)                                                                 | Häusergruppe                                     |                                                                            | 094 96503          | Denkmalbereich | Häusergruppe                                     |
| Industriestraße 1-2 (Karte)                                                           | Verwaltungsgebäude                               | Verwaltungsgebäude der Junkers-Zweigwerke Leopoldshall                     | 094 95814          | Baudenkmal     | BW                                               |
| Kalistraße 4 (Karte)                                                                  | Wohnhaus                                         |                                                                            | 094 96505          | Baudenkmal     | BW                                               |
| Kottenstraße (Karte)                                                                  | Transformatorenstation                           |                                                                            | 094 95816          | Baudenkmal     | BW                                               |
| Kottenstraße 12                                                                       | Wohn- und Geschäftshaus                          |                                                                            | 094 96507          | Baudenkmal     |                                                  |
| Königsplatz (Karte)                                                                   | Kirche                                           | St. Petrikirche                                                            | 094 11209          | Baudenkmal     | Kirche                                           |
| Königsplatz 1, Westzeile der Wasserturmstraße in Höhe der Kirche (Karte)              | Schule                                           | St.Petri-Mädchenschule, Goethe-Schule                                      | 094 96506          | Baudenkmal     | BW                                               |
| Luisenplatz 3 (Karte)                                                                 | Wohnhaus                                         |                                                                            | 094 96508          | Baudenkmal     | Wohnhaus                                         |
| Luisenplatz 12 (Karte)                                                                | Kindergarten                                     | Kindergarten                                                               | 094 96509          | Baudenkmal     | Kindergarten                                     |
| Löbnitzer Weg 2 (Karte)                                                               | Bergwerk                                         | Kalischachtanlage ehemals Ludwig II, Schacht I                             | 094 95811          | Baudenkmal     | Bergwerk                                         |
| Parkgasse, Tiergarten (Karte)                                                         | Glocke                                           |                                                                            | 094 10152          | Baudenkmal     | Glocke                                           |
| Parkgasse 1 (Karte)                                                                   | Wohnhaus                                         | Wohnhaus                                                                   | 094 96435          | Baudenkmal     | Wohnhaus                                         |
| Parkstraße 1 (Karte)                                                                  | Wohnhaus                                         |                                                                            | 094 96436          | Baudenkmal     | BW                                               |
| Parkstraße 1a (Karte)                                                                 | Wohnhaus                                         |                                                                            | 094 96437          | Baudenkmal     | BW                                               |
| Parkstraße 2 (Karte)                                                                  | Wohnhaus                                         |                                                                            | 094 96438          | Baudenkmal     | Wohnhaus                                         |
| Parkstraße 3 (Karte)                                                                  | Wohnhaus                                         |                                                                            | 094 96439          | Baudenkmal     | BW                                               |
| Parkstraße 4 (Karte)                                                                  | Wohnhaus                                         |                                                                            | 094 96440          | Baudenkmal     | Wohnhaus                                         |
| Parkstraße 5 (Karte)                                                                  | Wohnhaus                                         |                                                                            | 094 96441          | Baudenkmal     | Wohnhaus                                         |
| Parkstraße 6 (Karte)                                                                  | Wohnhaus                                         |                                                                            | 094 96442          | Baudenkmal     | Wohnhaus                                         |
| Parkstraße 7, Am Stadtpark (Karte)                                                    | Wohnhaus                                         |                                                                            | 094 96443          | Baudenkmal     | Wohnhaus                                         |
| Parkstraße 8 (Karte)                                                                  | Wohnhaus                                         | ehemaliges Wohnhaus von Hermann Kasten                                     | 094 96444          | Baudenkmal     | Wohnhaus                                         |
| Pestalozzistraße 2 (Karte)                                                            | Benneckscher Hof                                 | Gutshof großer zweigeschossiger Barockbau und klassizistisches Gesindehaus | 094 96445          | Baudenkmal     | Benneckscher Hof                                 |
| Pestalozzistraße 4 (Karte)                                                            | Bennecksches Gut                                 | Gutshaus                                                                   | 094 90146          | Baudenkmal     | Bennecksches Gut                                 |
| Pestalozzistraße 6 (Karte)                                                            | Nettelbecksches Haus                             | Gutshaus                                                                   | 094 11184          | Baudenkmal     | Nettelbecksches Haus                             |
| Pestalozzistraße 13 (Karte)                                                           | Wohnhaus                                         |                                                                            | 094 96446          | Baudenkmal     | BW                                               |
| Prinzenberg 8 (Karte)                                                                 | Wohn- und Geschäftshaus                          |                                                                            | 094 96447          | Baudenkmal     | BW                                               |
| Prinzenberg 9 (Karte)                                                                 | Wohn- und Geschäftshaus                          |                                                                            | 094 96448          | Baudenkmal     | BW                                               |
| Prinzenberg 10 (Karte)                                                                | Wohn- und Geschäftshaus                          | Eisenwaren & Glas G. Deppe                                                 | 094 96449          | Baudenkmal     | BW                                               |
| Prinzenberg 14 (Karte)                                                                | Wohn- und Geschäftshaus                          |                                                                            | 094 96450          | Baudenkmal     | Wohn- und Geschäftshaus                          |
| Schäfereiberg 1, 2, 3, 4, 5, 6 (Karte)                                                | Straßenzeile                                     |                                                                            | 094 96453          | Denkmalbereich | Straßenzeile                                     |
| Schmiedestraße (Karte)                                                                | Speicher                                         |                                                                            | 094 96455          | Baudenkmal     | Speicher                                         |
| Stadtbadstraße 3, Areal zwischen Soda-, Wasserturmstraße und Straße im Winkel (Karte) | Schule                                           | Dr.-Frank-Gymnasium                                                        | 094 96512          | Baudenkmal     | Schule                                           |
| Stadtbadstraße 4 (Karte)                                                              | Verwaltungsgebäude                               |                                                                            | 094 96456          | Baudenkmal     | BW                                               |
| Steinstraße 2 (Karte)                                                                 | Wohnhaus                                         |                                                                            | 094 96457          | Baudenkmal     | BW                                               |
| Steinstraße 4 (Karte)                                                                 | Villa                                            | Bennecksche Molkerei, ehemals Hacke'sches Stadtpalais                      | 094 10141          | Baudenkmal     | BW                                               |
| Steinstraße 6 (Karte)                                                                 | Wohn- und Geschäftshaus                          |                                                                            | 094 96458          | Baudenkmal     | BW                                               |
| Steinstraße 12 (Karte)                                                                | Vogtei                                           | Adler-Apotheke                                                             | 094 10139          | Baudenkmal     | Vogtei                                           |
| Steinstraße 19 (Karte)                                                                | Wohn- und Geschäftshaus                          |                                                                            | 094 96459          | Baudenkmal     | Wohn- und Geschäftshaus                          |
| Steinstraße 20 (Karte)                                                                | Wohnhaus                                         | um 1570/90, Stadtpalais Werdensleben                                       | 094 10140          | Baudenkmal     | Wohnhaus                                         |
| Steinstraße 21, 22 (Karte)                                                            | Kaufhaus                                         | Kaufhaus Steinstraße                                                       | 094 96460          | Baudenkmal     | Kaufhaus                                         |
| Steinstraße 23 (Karte)                                                                | Wohn- und Geschäftshaus                          |                                                                            | 094 96461          | Baudenkmal     | Wohn- und Geschäftshaus                          |
| Steinstraße 24 (Karte)                                                                | Wohn- und Geschäftshaus                          |                                                                            | 094 96462          | Baudenkmal     | Wohn- und Geschäftshaus                          |
| Steinstraße 25 (Karte)                                                                | Wohn- und Geschäftshaus                          |                                                                            | 094 96463          | Baudenkmal     | Wohn- und Geschäftshaus                          |
| Steinstraße 30 (Karte)                                                                | Wohn- und Geschäftshaus                          |                                                                            | 094 96464          | Baudenkmal     | BW                                               |
| Steinstraße 31 (Karte)                                                                | Mühle                                            | Mühle Rebentisch                                                           | 094 96465          | Baudenkmal     | BW                                               |
| Steinstraße 32 (Karte)                                                                | Vereinshaus                                      |                                                                            | 094 96466          | Baudenkmal     | BW                                               |
| Steinstraße 35, 36, 37 (Karte)                                                        | Häusergruppe                                     |                                                                            | 094 96471          | Denkmalbereich | Häusergruppe                                     |
| Steinstraße 38 (Karte)                                                                | Verwaltungsgebäude                               | Königliche Berginspektion                                                  | 094 95809          | Baudenkmal     | Verwaltungsgebäude                               |
| Steinstraße 38 (Karte)                                                                | Wohnhaus                                         | Wohnhaus 2021 als Denkmal ausgewiesen.                                     | 094 18802          | Baudenkmal     | BW                                               |
| Steinstraße 39 (Karte)                                                                | Wohnhaus                                         |                                                                            | 094 96467          | Baudenkmal     | Wohnhaus                                         |
| Steinstraße 45 (Karte)                                                                | Wohn- und Geschäftshaus                          |                                                                            | 094 96468          | Baudenkmal     | Wohn- und Geschäftshaus                          |
| Steinstraße 50 (Karte)                                                                | Wohnhaus                                         |                                                                            | 094 96469          | Baudenkmal     | Wohnhaus                                         |
| Steinstraße 56 (Karte)                                                                | Wohn- und Geschäftshaus                          |                                                                            | 094 96470          | Baudenkmal     | BW                                               |
| Wasserstraße 22 (Karte)                                                               | Wasserturm                                       | Wasserturm Staßfurt                                                        | 094 95808          | Baudenkmal     | Weitere Bilder                                   |
| Wassertorstraße 2 (Karte)                                                             | Wohn- und Geschäftshaus                          |                                                                            | 094 96472          | Baudenkmal     | Wohn- und Geschäftshaus                          |
| Wassertorstraße 12 (Karte)                                                            | Postamt                                          | Postamt                                                                    | 094 96473          | Baudenkmal     | Postamt                                          |
| Wasserturmstraße 1, 3 (Karte)                                                         | Wohn- und Geschäftshaus                          |                                                                            | 094 96474          | Baudenkmal     | Wohn- und Geschäftshaus                          |
| Wasserturmstraße 14, Eckbebauung zur Liebigstraße, am Königsplatz (Karte)             | Pfarrhaus                                        |                                                                            | 094 96475          | Baudenkmal     | BW                                               |
| Weinbergstraße 1 (Karte)                                                              | Wohnhaus                                         |                                                                            | 094 96476          | Baudenkmal     | BW                                               |
| Windmüllerstraße 2 (Karte)                                                            | Verwaltungsgebäude                               |                                                                            | 094 96477          | Baudenkmal     | BW                                               |

### Athensleben
| Lage                                                                                         | Bezeichnung            | Beschreibung           | Erfassungs- nummer | Ausweisungsart               | Bild                   |
| -------------------------------------------------------------------------------------------- | ---------------------- | ---------------------- | ------------------ | ---------------------------- | ---------------------- |
| Athensleben                                                                                  | Park                   |                        | 094 90158          | Baudenkmal                   |                        |
| Athensleben (Karte)                                                                          | Transformatorenstation |                        | 094 90159          | Baudenkmal                   | Transformatorenstation |
| Athensleben (Karte)                                                                          | Wasserturm Athensleben | Wasserturm erbaut 1926 | 094 90160          | Baudenkmal                   | Wasserturm Athensleben |
| Athensleben gegenüber dem ehem. Schloss                                                      | Wirtschaftshof         |                        | 094 90157          | Baudenkmal                   |                        |
| Athensleben 7 Insellage, Gelände von der Bode und einem Seitenarm der Bode umflossen (Karte) | Schloss Athensleben    | Schloss                | 094 10132          | Baudenkmal                   | Schloss Athensleben    |
| Athensleben                                                                                  | Park                   | Park                   | 094 10132 001      | Teilobjekt eines Baudenkmals |                        |

### Atzendorf
| Lage                                                                         | Bezeichnung      | Beschreibung                                         | Erfassungs- nummer | Ausweisungsart | Bild           |
| ---------------------------------------------------------------------------- | ---------------- | ---------------------------------------------------- | ------------------ | -------------- | -------------- |
| An den Linden 2, 6, Hauptstraße 12, 14, 16 (Karte)                           | Gutshof          |                                                      | 094 60804          | Baudenkmal     | Gutshof        |
| An den Alten Schulen 1 (Karte)                                               | Schule           |                                                      | 094 98369          | Baudenkmal     | BW             |
| An den Alten Schulen 5 (Karte)                                               | Bauernhof        |                                                      | 094 61428          | Baudenkmal     | BW             |
| Bauernstraße 14 (Karte)                                                      | Bauernhof        |                                                      | 094 98357          | Baudenkmal     | BW             |
| Bauernstraße 23 (Karte)                                                      | Bauernhof        |                                                      | 094 98359          | Baudenkmal     | BW             |
| Bornscher Weg 6 (Karte)                                                      | Kirche           | Ehemalige katholische Herz-Jesu-Kirche (1901 erbaut) | 094 98360          | Baudenkmal     | Kirche         |
| Bornscher Weg 8, 10, 12 (Karte)                                              | Schnitterkaserne |                                                      | 094 98361          | Baudenkmal     | BW             |
| Bundesstraße B 71, B71 Abschnitt 0,32; km 2,4                                | Wegweiser        |                                                      | 094 60962          | Kleindenkmal   |                |
| Bundesstraße B71 vor dem Wohnhaus Magdeburg-Leipziger Chaussee Nr.19 (Karte) | Wegweiser        |                                                      | 094 60963          | Kleindenkmal   | BW             |
| Hauptstraße (Karte)                                                          | Kirche           | St. Eustachius                                       | 094 98362          | Baudenkmal     | Weitere Bilder |
| Hauptstraße 5 (Karte)                                                        | Villa            |                                                      | 094 98363          | Baudenkmal     | BW             |
| Hauptstraße 7 (Karte)                                                        | Gutshaus         |                                                      | 094 61078          | Baudenkmal     | BW             |
| Hauptstraße 11 (Karte)                                                       | Gutshaus         |                                                      | 094 98365          | Baudenkmal     | BW             |
| Hauptstraße 46 am Friedhof (Karte)                                           | Wohnhaus         | Chausseehaus                                         | 094 98367          | Baudenkmal     | BW             |

### Brumby
| Lage                                                                                                   | Bezeichnung | Beschreibung                                                                               | Erfassungs- nummer | Ausweisungsart | Bild           |
| --- | ----------- | ------------------------------------------------------------------------------------------ | ------------------ | -------------- | -------------- |
| zwischen Üllnitzer Straße und Calbescher Straße (Karte)                                                | Burg        | ruinöse Reste einer Burg mit Wallanlagen, die im Besitz von Tempelherren gewesen sein soll | 094 98514          | Baudenkmal     | BW             |
| Alte Calbesche Straße nördliche Giebelwand des Wirtschaftsgebäudes auf der Seite zur Calbeschen Straße | Wappentafel |                                                                                            | 094 98516          | Kleindenkmal   |                |
| Am Elsenberg 2 (Karte)                                                                                 | Wohnhaus    |                                                                                            | 094 98515          | Baudenkmal     | Wohnhaus       |
| An der Röthe 8 (Karte)                                                                                 | Rittergut   | Domäne/Amt/Rittergut Brumby, auch Wardenslebensches Gut                                    | 094 97592          | Baudenkmal     | Rittergut      |
| Kantorberg (Karte)                                                                                     | Kirche      | St. Petrus                                                                                 | 094 98517          | Baudenkmal     | Weitere Bilder |
| Kantorberg 13 Kirchhof (Karte)                                                                         | Pfarrhof    |                                                                                            | 094 98518          | Baudenkmal     | BW             |
| Neugatterslebener Straße 5 (Karte)                                                                     | Wohnhaus    |                                                                                            | 094 98519          | Baudenkmal     | BW             |
| Nienburger Weg 12 südöstlicher Ortsrand (Karte)                                                        | Mühle       |                                                                                            | 094 98520          | Baudenkmal     | Mühle          |
| Ringstraße 10 am Kirchhof (Karte)                                                                      | Schule      |                                                                                            | 094 98521          | Baudenkmal     | BW             |
| Ringstraße 29 (Karte)                                                                                  | Bauernhof   |                                                                                            | 094 98522          | Baudenkmal     | Bauernhof      |
| Schlossstraße 3, Insellage zwischen Ringstraße und Burgareal (Karte)                                   | Herrenhaus  | Rittergut Burg Brumby, Steinaeckersches Gut                                                | 094 98523          | Baudenkmal     | Herrenhaus     |
| Schloßstraße 6 am Burggarten (Karte)                                                                   | Wohnhaus    |                                                                                            | 094 98524          | Baudenkmal     | BW             |

### Förderstedt
| Lage                                                                   | Bezeichnung         | Beschreibung                  | Erfassungs- nummer | Ausweisungsart | Bild           |
| ---------------------------------------------------------------------- | ------------------- | ----------------------------- | ------------------ | -------------- | -------------- |
| Friedhof, Kirchhofstraße (Karte)                                       | Feierhalle          |                               | 094 98402          | Baudenkmal     | BW             |
| Am Bahnhof 7, 9, Bahnhofstraße nördlicher Ortsrand (Karte)             | Bahnhof Förderstedt |                               | 094 98403          | Baudenkmal     | Weitere Bilder |
| Bobie 7 (Karte)                                                        | Bauernhaus          |                               | 094 98404          | Baudenkmal     | BW             |
| Calbesche Straße 6 (Karte)                                             | Bauernhaus          |                               | 094 98405          | Baudenkmal     | BW             |
| Calbesche Straße 23 gegenüber der Einmündung der Großen Straße (Karte) | Wohnhaus            |                               | 094 98406          | Baudenkmal     | BW             |
| Große Straße (Karte)                                                   | Kirche              | St. Petri                     | 094 98407          | Baudenkmal     | Weitere Bilder |
| Große Straße 2 westlich der Kirche (Karte)                             | Pfarrhof            |                               | 094 60877          | Baudenkmal     | Pfarrhof       |
| Große Straße 2, 3, 4, 5 (Karte)                                        | Straßenzeile        | Straßenzug östlich der Kirche | 094 98409          | Denkmalbereich | BW             |
| Große Straße 16 (Karte)                                                | Bauernhof           |                               | 094 98410          | Baudenkmal     | Bauernhof      |
| Magdeburg-Leipziger Straße 6 (Karte)                                   | Wohnhaus            |                               | 094 98411          | Baudenkmal     | Wohnhaus       |
| Magdeburg-Leipziger Straße 9 Eckbau zur Macrene (Karte)                | Postamt             |                               | 094 98412          | Baudenkmal     | Postamt        |
| Magdeburg-Leipziger Straße 13 (Karte)                                  | Apotheke            | Germania-Apotheke             | 094 98413          | Baudenkmal     | Weitere Bilder |
| Magdeburg-Leipziger Straße 140, im Garten des Chausseehauses (Karte)   | Distanzstein        | preußischer Halbmeilenstein   | 094 98416          | Kleindenkmal   | Distanzstein   |
| Magdeburg-Leipziger Straße 140, außerhalb des Ortes (Karte)            | Chausseehaus        |                               | 094 98415          | Baudenkmal     | BW             |

### Glöthe
| Lage                                                      | Bezeichnung | Beschreibung | Erfassungs- nummer | Ausweisungsart | Bild           |
| --------------------------------------------------------- | ----------- | --- | ------------------ | -------------- | -------------- |
| Ernst-Thälmann-Straße 39, 42, Friedensstraße 3 (Karte)    | Gutshaus    | Köhnesches Gut | 094 98396          | Baudenkmal     | BW             |
| Ernst-Thälmann-Straße 56 Ecke August-Bebel-Straße (Karte) | Villa       | Villa Laas, 1896 von Friedrich Laas erbaut, der eine Zementfabrik in Glöthe besaß. In der DDR Nutzung als Kindergarten. | 094 98394          | Baudenkmal     | BW             |
| Friedensstraße (Karte)                                    | Kirche      | Dorfkirche St. Georg Glöthe                                                                                             | 094 98398          | Baudenkmal     | Weitere Bilder |
| Friedensstraße 5 an der Kirche (Karte)                    | Pfarrhaus   | | 094 98397          | Baudenkmal     | BW             |
| Kastanienstraße 6A (Karte)                                | Bauernhof   | Düsing-Hof | 094 98399          | Baudenkmal     | BW             |
| Straße der Jugend, Friedhof (Karte)                       | Grabmal     | | 094 98401          | Baudenkmal     | BW             |

### Hohenerxleben
| Lage                          | Bezeichnung              | Beschreibung                                            | Erfassungs- nummer | Ausweisungsart               | Bild                     |
| ----------------------------- | ------------------------ | ------------------------------------------------------- | ------------------ | ---------------------------- | ------------------------ |
| am südlichen Bodeufer (Karte) | Dorfkirche Hohenerxleben | Kirche                                                  | 094 10123          | Baudenkmal                   | Dorfkirche Hohenerxleben |
| Friedensallee 27 (Karte)      | Schloss Hohenerxleben    | Schloss                                                 | 094 10122          | Baudenkmal                   | Schloss Hohenerxleben    |
| Bodeaue                       | Park                     | Park                                                    | 094 10122 001      | Teilobjekt eines Baudenkmals | Park                     |
| Landstraße                    | Kalkofen                 | Kalkofen Guts-Kalkbrennerei Hohenerxleben (von Krosigk) | 094 95823          | Baudenkmal                   |                          |

### Leopoldshall
| Lage | Bezeichnung               | Beschreibung | Erfassungs- nummer | Ausweisungsart | Bild |
| --- | ------------------------- | --- | ------------------ | -------------- | --- |
| Berliner Straße, Salzeck 1/2, Salzwerkstraße 2/3, 4/5, 6, 7/8, 9/10 (Karte) | Siedlung                  | | 094 96511          | Denkmalbereich | BW |
| Bernburger Straße 10 (Karte) | Lokschuppen               | Werkbahnlokschuppen Staßfurt                                                                                                | 094 96567          | Baudenkmal     | BW |
| Bindemannstraße 25 (Karte) | Wohnhaus                  | Hotel Zum weißen Roß | 094 96478          | Baudenkmal     | BW |
| Blumenstraße 12 (Karte) | Wohnhaus                  | | 094 61439          | Baudenkmal     | BW |
| Blumenstraße 18 (Karte) | Wohnhaus                  | | 094 61440          | Baudenkmal     | BW |
| Bodestraße 2 (Karte) | Wohnhaus                  | | 094 61441          | Baudenkmal     | BW |
| Bodestraße 3 (Karte) | Wohnhaus                  | | 094 61442          | Baudenkmal     | BW |
| Bodestraße 6, 7, 8, 9, 10 (Karte) | Häusergruppe              | | 094 61443          | Denkmalbereich | BW |
| Bodestraße 11, 12 (Karte) | Verwaltungsgebäude        | Verwaltungsgebäude des 1. Deutschen Kalisyndikats                                                                           | 094 95817          | Baudenkmal     | BW |
| Gartenstraße 1 (Karte) | Wohn- und Geschäftshaus   | | 094 61427          | Baudenkmal     | BW |
| Gartenstraße 11 (Karte) | Wohnhaus                  | | 094 61444          | Baudenkmal     | BW |
| Grabenstraße 18a (Karte) | Wohn- und Geschäftshaus   | Paul Nähricke | 094 61445          | Baudenkmal     | BW |
| Grenzstraße 6/7 (Karte) | Wohnhaus                  | | 094 61431          | Baudenkmal     | BW |
| Grenzstraße 11 (Karte) | Villa                     | | 094 61446          | Baudenkmal     | BW |
| Güstener Straße 8, Bahnübergang (Karte) | Lager                     | | 094 61447          | Baudenkmal     | BW |
| Güstener Straße 10 (Karte) | Wohnhaus                  | | 094 96224          | Baudenkmal     | BW |
| Güstener Straße 39, 41, 42, 43, 44, 45, 46, 47, 48, 49, 50, 51, 52, Moorstraße 1, 1a, 2, 3, 4, 5, 6, 7, 8, 9, 10, 11, 12, 13, 14, 15, 16, 17, 18, 19, 20, 21, 22, 23, 24, 25, 26, 27, 28, 29, 30, (31), 32, 33 (Karte) | Siedlung                  | Salineviertel | 094 96223          | Denkmalbereich | [[Vorlage:Bilderwunsch/code!/C:51.845831,11.585679!/D:Güstener Straße 39, 41, 42, 43, 44, 45, 46, 47, 48, 49, 50, 51, 52, Moorstraße 1, 1a, 2, 3, 4, 5, 6, 7, 8, 9, 10, 11, 12, 13, 14, 15, 16, 17, 18, 19, 20, 21, 22, 23, 24, 25, 26, 27, 28, 29, 30, (31), 32, 33,!/\|BW]] |
| Güstener Weg 13 (ehemals Güstener Straße) (Karte) | Bahnbetriebswerk Staßfurt | ehemaliges Bahnbetriebswerk                                                                                                 | 094 11195          | Baudenkmal     | Weitere Bilder |
| Hohenerxlebener Straße (Karte) | Friedhof                  | | 094 96422          | Baudenkmal     | Weitere Bilder |
| Hohenerxlebener Straße 1, 1a (Karte) | Wohnhaus                  | Es gibt Anlass anzunehmen, dass das Gebäude unter der Adresse Hohenerxlebener Str. 1a die Denkmaleigenschaft nicht besitzt. | 094 96406          | Baudenkmal     | Wohnhaus |
| Hohenerxlebener Straße 11 (Karte) | Verwaltungsgebäude        | Direktionsgebäude der Vereinigten Chemischen Fabriken zu Leopoldshall                                                       | 094 95803          | Baudenkmal     | Verwaltungsgebäude |
| Hohenerxlebener Straße 12 (Karte) | Verwaltungsgebäude        | ehemaliges Verwaltungsgebäude der Vereinigten Chemischen Fabriken zu Leopoldshall                                           | 094 95802          | Baudenkmal     | Verwaltungsgebäude |
| Hohenerxlebener Straße 13 (Karte) | Wohn- und Geschäftshaus   | | 094 96407          | Baudenkmal     | Wohn- und Geschäftshaus |
| Hohenerxlebener Straße 21a (Karte) | Wohnhaus                  | | 094 96408          | Baudenkmal     | Wohnhaus |
| Hohenerxlebener Straße 25 (Karte) | Wohnhaus                  | | 094 96409          | Baudenkmal     | Wohnhaus |
| Hohenerxlebener Straße 47 (Karte) | Saalbau                   | Clubhaus Schützenhaus Leopoldshall                                                                                          | 094 96410          | Baudenkmal     | Saalbau |
| Hohenerxlebener Straße 63 (Karte) | Wohnhaus                  | | 094 96411          | Baudenkmal     | Wohnhaus |
| Hohenerxlebener Straße 85 (Karte) | Villa                     | Direktorenvilla der Vereinigten Chemischen Fabrik zu Leopoldshall                                                           | 094 95800          | Baudenkmal     | Villa |
| Hohenerxlebener Straße 86 (Karte) | Wohnhaus                  | | 094 96412          | Baudenkmal     | Wohnhaus |
| Hohenerxlebener Straße 87 (Karte) | Verwaltungsgebäude        | | 094 96413          | Baudenkmal     | Verwaltungsgebäude |
| Hohenerxlebener Straße 89 (Karte) | Wohnhaus                  | | 094 96414          | Baudenkmal     | Wohnhaus |
| Hohenerxlebener Straße 90, 91 (Karte) | Wohn- und Geschäftshaus   | | 094 96415          | Baudenkmal     | Wohn- und Geschäftshaus |
| Hohenerxlebener Straße 92 (Karte) | Wohn- und Geschäftshaus   | Salzgroßhandlung Fa. P. G. Zimmermann, später Gasthof Dessauer Hof                                                          | 094 95801          | Baudenkmal     | Wohn- und Geschäftshaus |
| Hohenerxlebener Straße 94, Mittelstraße 1 (Karte) | Wohn- und Geschäftshaus   | | 094 96416          | Baudenkmal     | Wohn- und Geschäftshaus |
| Hohenerxlebener Straße 95, Eckbebauung zur Mittelstraße (Karte) | Wohn- und Geschäftshaus   | | 094 96418          | Baudenkmal     | Wohn- und Geschäftshaus |
| Hohenerxlebener Straße 96, 97, 98, 99 (Karte) | Häusergruppe              | | 094 96419          | Baudenkmal     | Häusergruppe |
| Hohenerxlebener Straße 100, 101 (Karte) | Wohnhaus                  | Die Gebäude unter der Adresse Hohenerxlebener Straße 100, 101 stellen keine Einheit dar.                                    | 094 96420          | Baudenkmal     | Wohnhaus |
| Humboldtstraße 1 (Karte) | Wohnhaus                  | | 094 96421          | Baudenkmal     | BW |
| Inselstraße 5, 6, 12, 13, 14, 15, 16, 17 (Karte) | Häusergruppe              | | 094 96424          | Denkmalbereich | BW |
| Inselstraße 10 (Karte) | Villa                     | | 094 96423          | Baudenkmal     | BW |
| Kirchplatz (Karte) | Kirche                    | St. Johannis | 094 96426          | Baudenkmal     | Weitere Bilder |
| Kirchplatz 1, 3, Schulstraße 6 (Karte) | Platz                     | Kirchplatz | 094 96425          | Denkmalbereich | BW |
| Kirchstraße 1 (Karte) | Wohnhaus                  | | 094 11201          | Baudenkmal     | BW |
| Kirchstraße 2 (Karte) | Gemeindehaus              | Lutherhaus | 094 96427          | Baudenkmal     | BW |
| Mittelstraße 8 (Karte) | Wohn- und Geschäftshaus   | | 094 96428          | Baudenkmal     | BW |
| Mittelstraße 9 (Karte) | Wohnhaus                  | | 094 95799          | Baudenkmal     | BW |
| Mittelstraße 10 (Karte) | Wohnhaus                  | | 094 96429          | Baudenkmal     | BW |
| Moorstraße 18 (Karte) | Wohnhaus                  | | 094 96226          | Baudenkmal     | Wohnhaus |
| Neundorfer Straße (Karte) | Hospital, Kapelle         | St. Johannes-Hospital am Luisenplatz                                                                                        | 094 10151          | Baudenkmal     | Weitere Bilder |
| Neundorfer Straße 1a (Karte) | Wohnhaus                  | | 094 96430          | Baudenkmal     | Wohnhaus |
| Neundorfer Straße 3 (Karte) | Wohnhaus                  | | 094 96431          | Baudenkmal     | Weitere Bilder |
| Neundorfer Straße 7 (Karte) | Villa                     | | 094 11193          | Baudenkmal     | Weitere Bilder |
| Neundorfer Straße 9 (Karte) | Villa                     | | 094 96432          | Baudenkmal     | Villa |
| Neundorfer Straße 20, 21, 22 (Karte) | Häusergruppe              | | 094 96433          | Denkmalbereich | Häusergruppe |
| Neundorfer Straße 65 (Karte) | Villa                     | Beamtenvilla des Bergrats Gaute                                                                                             | 094 95813          | Baudenkmal     | Villa |
| Salzwerkstraße 6 (Karte) | Verwaltungsgebäude        | Verwaltungsgebäude der herzoglich-anhaltinischen Salzwerksdirektion                                                         | 094 95804          | Baudenkmal     | BW |
| Schulstraße (Karte) | Denkmal                   | Denkmal für verschüttete Bergleute.                                                                                         | 094 95807          | Kleindenkmal   | BW |
| Schulstraße 18, 19, 20, 21, 22, 23, 23a, 24, 25, 26 (Karte) | Straßenzeile              | Westseite der Straße Höhe Kirchplatz                                                                                        | 094 96434          | Denkmalbereich | BW |

### Löbnitz (Bode)
| Lage                                                             | Bezeichnung                                                            | Beschreibung                                                                                 | Erfassungs- nummer | Ausweisungsart | Bild               |
| ---------------------------------------------------------------- | ---------------------------------------------------------------------- | -------------------------------------------------------------------------------------------- | ------------------ | -------------- | ------------------ |
| westlich von Löbnitz, zwischen Löbnitz und Hohenerxleben (Karte) | Eisenbahnbrücke der Kanonenbahnstrecke Berlin-Charlottenburg – Wetzlar | Eisenbahnbrücke der Kanonenbahn (Berlin-Wetzlar), am 25. August 2015 als Denkmal ausgewiesen | 10740149           | Baudenkmal     | Weitere Bilder     |
| Am Schusterberg 9, Ecke Staßfurter Straße (Karte)                | Bauernhaus                                                             |                                                                                              | 094 98389          | Baudenkmal     | BW                 |
| L50, Abschnitt 0,3; bei km 2,8 (Karte)                           | Distanzstein                                                           |                                                                                              | 094 60992          | Kleindenkmal   | Weitere Bilder     |
| L50, Abschnitt 0,3; bei km 1,0 nahe der WEA (Karte)              | Distanzstein                                                           |                                                                                              | 094 60993          | Kleindenkmal   | Weitere Bilder     |
| Hohenerxlebener Weg, Höhe Schusterberg (Karte)                   | Eiskeller                                                              |                                                                                              | 094 98390          | Baudenkmal     | Eiskeller          |
| Hohenerxlebener Weg (Karte)                                      | St.-Andreas-Kirche                                                     |                                                                                              | 094 98391          | Baudenkmal     | St.-Andreas-Kirche |
| Lindenstraße 6, an der Kirche (Karte)                            | Bauernhof                                                              | Gehöft Bennecke                                                                              | 094 98388          | Baudenkmal     | BW                 |
| Lindenstraße 25, westlicher Abschluss der Lindenstraße (Karte)   | Stall                                                                  | Bartmer-Hof                                                                                  | 094 60850          | Baudenkmal     | Stall              |
| Zum Bahnhof 1 (Karte)                                            | Schule                                                                 |                                                                                              | 094 98392          | Baudenkmal     | BW                 |

### Löderburg
| Lage                                                                                | Bezeichnung  | Beschreibung                                                                                       | Erfassungs- nummer | Ausweisungsart | Bild           |
| ----------------------------------------------------------------------------------- | ------------ | -------------------------------------------------------------------------------------------------- | ------------------ | -------------- | -------------- |
| Breite Straße 11 (Karte)                                                            | Stall        | | 094 90151          | Baudenkmal     | BW             |
| Breite Straße, Kirchplatz (Karte)                                                   | Kirche       | evangelische Kirche St. Jacobi                                                                     | 094 90150          | Baudenkmal     | Kirche         |
| Gänsefurther Straße 14 b (Karte)                                                    | Kirche       | ehemalige katholische Kirche Sankt Josef                                                           | 094 90152          | Baudenkmal     | Kirche         |
| Kirchplatz 5 (Karte)                                                                | Gutshaus     | Gutshaus Baenecke                                                                                  | 094 96225          | Baudenkmal     | Gutshaus       |
| Lange Straße 23, 24, 25, 26, 27, 28, 29, 30, 31, 32, 33, 34, 35, 36, 37, 38 (Karte) | Siedlung     | | 094 90153          | Denkmalbereich | BW             |
| Staßfurter Straße südöstliches des Ortes in der Neubausiedlung (Karte)              | Wasserturm   | Wasserturm Löderburg, erbaut 1926                                                                  | 094 95820          | Baudenkmal     | Weitere Bilder |
| Thiestraße nördlicher Ortsausgang (Karte)                                           | Gedenkstätte | Gedenkstätte für das Grubenunglück am 26. April 1935, bei dem sieben Bergleute unter Tage starben. | 094 90155          | Baudenkmal     | BW             |
| Thiestraße 3 (Karte)                                                                | Wohnhaus     | | 094 90156          | Baudenkmal     | BW             |

### Lust
| Lage                  | Bezeichnung        | Beschreibung | Erfassungs- nummer | Ausweisungsart | Bild |
| --------------------- | ------------------ | ------------ | ------------------ | -------------- | ---- |
| Haus Nummer 7 (Karte) | Wirtschaftsgebäude |              | 094 90161          | Baudenkmal     | BW   |

### Neu Staßfurt
| Lage                                                                   | Bezeichnung | Beschreibung                                    | Erfassungs- nummer | Ausweisungsart | Bild     |
| ---------------------------------------------------------------------- | ----------- | ----------------------------------------------- | ------------------ | -------------- | -------- |
| Neu Staßfurt 1, 2, 3, 4, 4a, 5, 6, 6a, 6b, 7, 8, 9, 11, 13, 14 (Karte) | Bergwerk    | Salzbergwerk und Chemische Fabriken Neustaßfurt | 094 95821          | Baudenkmal     | Bergwerk |

### Neundorf (Anhalt)
| Lage | Bezeichnung             | Beschreibung     | Erfassungs- nummer | Ausweisungsart | Bild                    |
| --- | ----------------------- | ---------------- | ------------------ | -------------- | ----------------------- |
| Alte Güstener Straße (Karte)                                                                                 | Denkmal                 |                  | 094 97831          | Baudenkmal     | Denkmal                 |
| Alte Güstener Straße südlich der Ortschaft in Verlängerung der Güstener Straße auf der rechten Seite (Karte) | Kreuzstein              |                  | 094 11176          | Kleindenkmal   | Weitere Bilder          |
| Am Sportplatz auf dem Sportplatz (Karte)                                                                     | Gedenkstätte            |                  | 094 97837          | Baudenkmal     | Gedenkstätte            |
| Friedrichstraße (Karte)                                                                                      | Wasserturm              |                  | 094 96599          | Baudenkmal     | Weitere Bilder          |
| Güstener Weg 10/11, 12/13 (Karte)                                                                            | Häusergruppe            |                  | 094 96222          | Baudenkmal     | Häusergruppe            |
| Hecklinger Weg Ecke Schulweg (Karte)                                                                         | Friedhof                |                  | 094 11177          | Baudenkmal     | Friedhof                |
| Hecklinger Weg 4 (Karte)                                                                                     | Bauernhof               | Hädicke-Hof      | 094 97834          | Baudenkmal     | Bauernhof               |
| Plan (Karte)                                                                                                 | Kirche                  | St. Peter & Paul | 094 97835          | Baudenkmal     | Kirche                  |
| Plan Ecke Schulstraße (Karte)                                                                                | Pfarrhaus               |                  | 094 11180          | Baudenkmal     | Pfarrhaus               |
| Rathmannsdorfer Straße (Karte)                                                                               | Denkmal                 |                  | 094 97836          | Baudenkmal     | Denkmal                 |
| Staßfurter Straße Ecke Friedrichstraße (Karte)                                                               | Rathaus                 |                  | 094 97833          | Baudenkmal     | Rathaus                 |
| Staßfurter Straße 2 (Karte)                                                                                  | Wohnhaus                |                  | 094 97832          | Baudenkmal     | Wohnhaus                |
| Staßfurter Straße 9, 10 (Karte)                                                                              | Wohn- und Geschäftshaus |                  | 094 95824          | Baudenkmal     | Wohn- und Geschäftshaus |

### Rathmannsdorf
| Lage                                                                | Bezeichnung | Beschreibung | Erfassungs- nummer | Ausweisungsart | Bild      |
| ------------------------------------------------------------------- | ----------- | ------------ | ------------------ | -------------- | --------- |
| nördlich der Ortslage, an der Landstraße nach Hohenerxleben (Karte) | Denkmal     | Steinpuppe   | 094 90149          | Kleindenkmal   | Denkmal   |
| Friedensplatz nordwestlich der Kirche (Karte)                       | Gutshaus    |              | 094 96595          | Baudenkmal     | Gutshaus  |
| Friedensplatz (Karte)                                               | Kirche      |              | 094 96594          | Baudenkmal     | Kirche    |
| Kirchgasse 1 (Karte)                                                | Pfarrhaus   |              | 094 96596          | Baudenkmal     | Pfarrhaus |
| Klausstraße 2 (Karte)                                               | Wohnhaus    |              | 094 96597          | Baudenkmal     | Wohnhaus  |
| Neue Querstraße 7 Eckbebauung zur Klausstraße (Karte)               | Gasthaus    | Zur Eiche    | 094 96598          | Baudenkmal     | Gasthaus  |

### Üllnitz
| Lage                                         | Bezeichnung | Beschreibung   | Erfassungs- nummer | Ausweisungsart | Bild        |
| -------------------------------------------- | ----------- | -------------- | ------------------ | -------------- | ----------- |
| (Karte)                                      | Kirche      | St. Augustinus | 094 98525          | Baudenkmal     | Kirche      |
| Alte Dorfstraße 23 am Karolinenteich (Karte) | Umspannwerk |                | 094 98526          | Baudenkmal     | Umspannwerk |

## Ehemalige Kulturdenkmale nach Ortsteilen
Die nachfolgenden Objekte waren ursprünglich ebenfalls denkmalgeschützt oder wurden in der Literatur als Kulturdenkmale geführt. Die Denkmale bestehen heute jedoch nicht mehr, ihre Unterschutzstellung wurde aufgehoben oder sie werden nicht mehr als Denkmale betrachtet.

### Atzendorf
| Lage                                  | Bezeichnung  | Beschreibung                    | Erfassungs- nummer | Ausweisungsart | Bild |
| ------------------------------------- | ------------ | ------------------------------- | ------------------ | -------------- | ---- |
| Hauptstraße 31 (Karte)                | Bauernhof    | Der Bauernhof wurde abgerissen. | 094 98366          | Baudenkmal     | BW   |
| Hermann-Löns-Straße (2), 4, 6 (Karte) | Straßenzeile |                                 | 094 98368          | Denkmalbereich | BW   |

### Förderstedt
| Lage                                                         | Bezeichnung | Beschreibung                                                        | Erfassungs- nummer | Ausweisungsart | Bild |
| ------------------------------------------------------------ | ----------- | ------------------------------------------------------------------- | ------------------ | -------------- | ---- |
| Magdeburg-Leipziger Straße 102, B 71, Bushaltestelle (Karte) | Wohnhaus    | Wohnhaus, nach Abbruch 2019 aus dem Denkmalverzeichnis ausgetragen. | 094 98414          | Baudenkmal     | BW   |

### Glöthe
| Lage                                                                    | Bezeichnung  | Beschreibung         | Erfassungs- nummer | Ausweisungsart | Bild |
| ----------------------------------------------------------------------- | ------------ | -------------------- | ------------------ | -------------- | ---- |
| Ernst-Thälmann-Straße 3, 4, 5, 6, 7, 8 Verbindungsstraße Glöthe–Üllnitz | Straßenzeile | Fabrikarbeiterhäuser | 094 98395          | Denkmalbereich |      |
| Kurze Schulstraße 3 (Karte)                                             | Schule       |                      | 094 98400          | Baudenkmal     | BW   |

### Leopoldshall
| Lage                         | Bezeichnung | Beschreibung | Erfassungs- nummer | Ausweisungsart | Bild           |
| ---------------------------- | ----------- | --- | ------------------ | -------------- | -------------- |
| Am Bleicherdewerk 1 (Karte)  | Wasserturm  | Wasserturm des ehemaligen Kali- und Steinsalzschachtes Anhalt, 2018 erfolgte ein Notabbruch. 2019 wurde der Wasserturm aus dem Denkmalverzeichnis ausgetragen. | 094 95806          | Baudenkmal     | Weitere Bilder |
| Bernburger Straße 1 (Karte)  | Villa       | Villa des Bankhauses C.W. Adam & Söhne, Dezember 2015 bis Januar 2016 abgerissen.                                                                              | 094 61438          | Baudenkmal     | BW             |
| Bernburger Straße 10 (Karte) | Bergwerk    | Schachtanlage Anhalt I und II (Leopoldshall I und II) | 094 95798          | Baudenkmal     | BW             |
| Gartenstraße 5 (Karte)       | Villa       | Bergratsvilla | 094 95805          | Baudenkmal     | BW             |

### Löderburg
| Lage                                                                    | Bezeichnung | Beschreibung | Erfassungs- nummer | Ausweisungsart | Bild        |
| ----------------------------------------------------------------------- | ----------- | --- | ------------------ | -------------- | ----------- |
| Staßfurter Straße (Karte)                                               | Gedenkstein | | 094 13932          | Baudenkmal     | Gedenkstein |
| Thiestraße, zwischen Löderburg und dem ehemaligen Ortsteil Thie (Karte) | Brücke      | Im Zuge einer nicht genehmigten Instandsetzung ging die Denkmaleigenschaft im Jahr 2011 verloren. Die Austragung aus dem Denkmalverzeichnis erfolgte 2016. | 094 90154          | Baudenkmal     | Brücke      |

### Rothenförde
| Lage                                                                             | Bezeichnung          | Beschreibung | Erfassungs- nummer | Ausweisungsart | Bild |
| -------------------------------------------------------------------------------- | -------------------- | --- | ------------------ | -------------- | ---- |
| etwa 200 Meter westlich der Ortslage Rothenförde; Bode, Fluss-km: 26+244 (Karte) | Bodewehr Rothenförde | Wehr in der Bode, 2014 abgerissen und bis 2015 durch Neubau ersetzt, die Austragung aus dem Denkmalverzeichnis erfolgte 2015. | 094 90162          | Baudenkmal     | BW   |

### Staßfurt
| Lage                            | Bezeichnung | Beschreibung                                                                              | Erfassungs- nummer | Ausweisungsart | Bild |
| ------------------------------- | ----------- | ----------------------------------------------------------------------------------------- | ------------------ | -------------- | ---- |
| Gollnow-Straße 2 (Karte)        | Wohnhaus    | Wohnhaus, nach Abbruch 2019 aus dem Denkmalverzeichnis ausgetragen.                       | 094 96487          | Baudenkmal     | BW   |
| Heinrich-Zille-Straße 9 (Karte) | Wohnhaus    | Wohnhaus, nach Abbruch 2019 aus dem Denkmalverzeichnis ausgetragen.                       | 094 96498          | Baudenkmal     | BW   |
| Hohlweg 7 (Karte)               | Wohnhaus    |                                                                                           | 094 96502          | Baudenkmal     | BW   |
| Kottenstraße 15/16              | Saline      | Salinenanlage/Wohn- bzw. Verwaltungsgebäude, 2019 aus dem Denkmalverzeichnis ausgetragen. | 094 95810          | Baudenkmal     |      |

## Legende
In den Spalten befinden sich folgende Informationen:
- Lage: Nennt den Straßennamen und wenn vorhanden die Hausnummer des Kulturdenkmals. Die Grundsortierung der Liste erfolgt nach dieser Adresse. Der Link „Karte“ führt zu verschiedenen Kartendarstellungen und nennt die geographischen Koordinaten.
Link zu einem Kartenansichtstool, um Koordinaten zu setzen. In der Kartenansicht sind Baudenkmale ohne Koordinaten mit einem roten bzw. orangen Marker dargestellt und können in der Karte gesetzt werden. Baudenkmale ohne Bild sind mit einem blauen bzw. roten Marker gekennzeichnet, Baudenkmale mit Bild mit einem grünen bzw. orangen Marker.
- Offizielle Bezeichnung: Nennt den Namen, die Bezeichnung oder zumindest die Art des Kulturdenkmals und verlinkt, soweit vorhanden, auf den Artikel zum Objekt.
- Beschreibung: Nennt bauliche und geschichtliche Einzelheiten des Kulturdenkmals, vorzugsweise die Denkmaleigenschaften.
- Erfassungsnummer: Für jedes Kulturdenkmal wird in Sachsen-Anhalt eine 20stellige Erfassungsnummer vergeben. Die letzten zwölf Ziffern werden für die Untergliederung nach Teilobjekten genutzt und werden nur angegeben, soweit vergeben. In dieser Spalte kann sich folgendes Icon  befinden, dies führt zu Angaben zu diesem Baudenkmal bei Wikidata.
- Ausweisungsart: Die Einordnung des Denkmales nach § 2 Abs. 2 DenkmSchG LSA
- Bild: Ein Bild des Denkmales, und gegebenenfalls einen Link zu weiteren Fotos des Kulturdenkmals im Medienarchiv Wikimedia Commons. Wenn man auf das Kamerasymbol klickt, können Fotos zu Kulturdenkmalen aus dieser Liste hochgeladen werden: